# Deporte en Cartagena

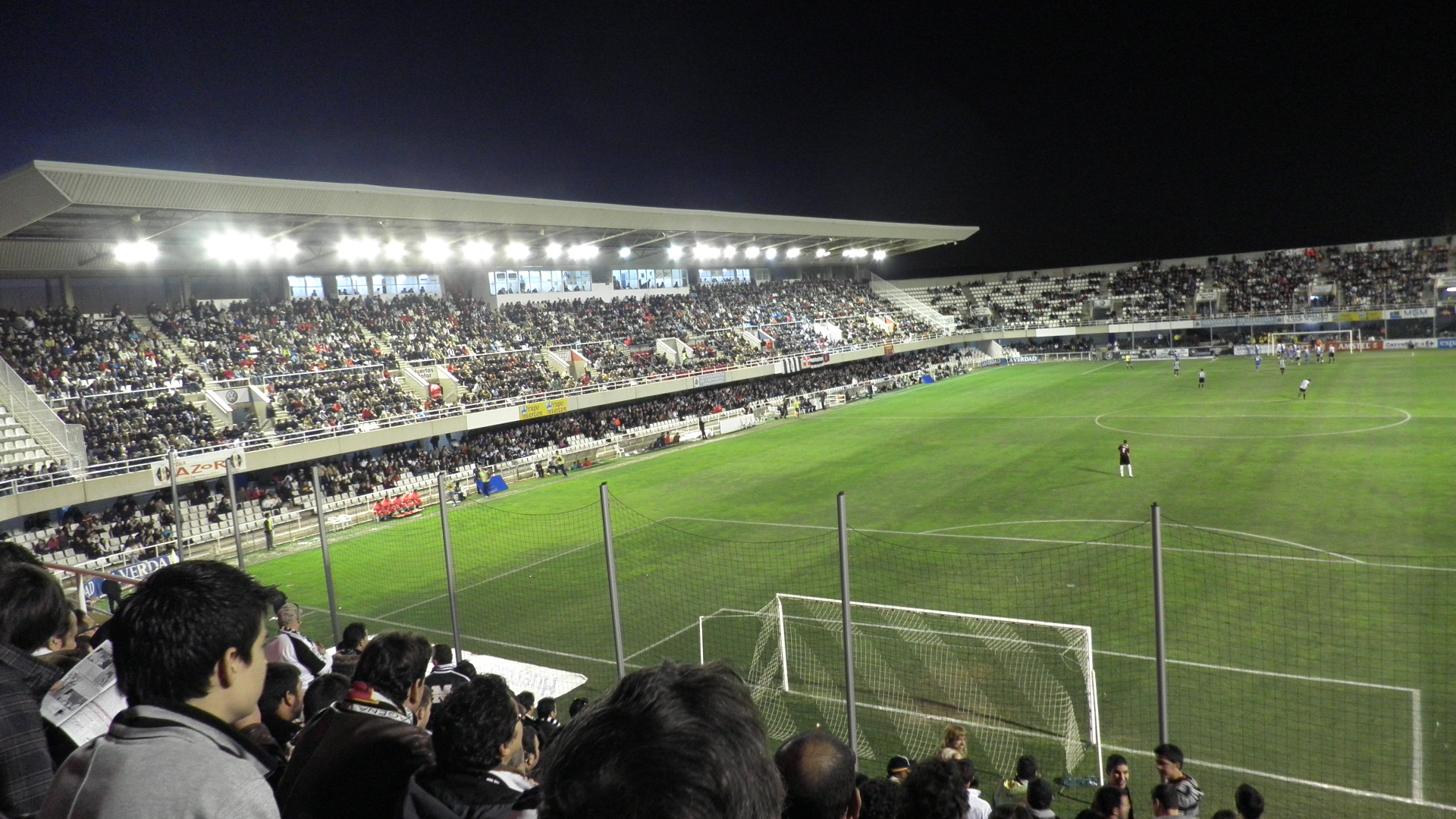
Estadio del Fútbol Club Cartagena, de la Segunda División A.

El municipio de Cartagena, España, ha contado con representación deportiva en la mayoría de deportes de élite. Posiblemente sea el fútbol el deporte con más seguimiento en la zona, aunque es el fútbol sala el más practicado. Junto a estos, existe seguimiento de deportes como el baloncesto, voleibol o tenis de mesa, entre otros. Por otro lado, existen otros deportes minoritarios como los bolos cartageneros, de tradición local y que se disputan desde hace décadas en toda la comarca de Cartagena.

## Fútbol
El fútbol asociado nace en Cartagena alrededor del año 1903, si bien con anterioridad ya se disputaban partidos desde el año 1900. El nacimiento de este deporte se debió a la influencia de los marines ingleses que arribaban a las costas españolas y que compartieron el "juego del football" con la población local. Quizás fue una de las primeras ciudades de la costa levantina en contar con equipo de fútbol debido principalmente a la importancia de su puerto. A lo largo de la historia ha habido diferentes clubes que han representado a la ciudad de Cartagena en categorías, casi siempre, nacionales. Los mismos han sido:
- 1903-1906: Football Cartago
- 1906-1919: Sport Club Cartagena
- 1919-actual: Cartagena FC
- 1995-actual: FC Cartagena

Los equipos cartageneros han disputado un total de 21 temporadas en la Segunda División, estando cerca en alguna ocasión de alcanzar la Primera División. Actualmente el FC Cartagena milita en la categoría tras su ascenso en 2020. 
La relación de temporadas en dicha categoría del fútbol cartagenero desde la fundación del Campeonato Nacional de Liga en 1928 es la siguiente:
- Temporada 1928-29
- Temporada 1939-40
- Temporada 1940-41
- Temporada 1941-42
- Temporada 1949-50
- Temporada 1950-51
- Temporada 1951-52
- Temporada 1961-62
- Temporada 1962-63
- Temporada 1982-83
- Temporada 1983-84
- Temporada 1984-85
- Temporada 1985-86
- Temporada 1986-87
- Temporada 1987-88
- Temporada 2009-10
- Temporada 2010-11
- Temporada 2011-12
- Temporada 2020-21
- Temporada 2021-22
- Temporada 2022-23

En la actualidad la ciudad cuenta también con representación en Segunda RFEF gracias al Fútbol Club Cartagena B, que ascendió en 2022. 
Además, la ciudad cuenta con equipos de fútbol representativos de la mayoría de sus barrios y diputaciones, algunos de los cuales han competido también en categoría nacional. El único que compite actualmente en dicha categoría, desde su ascenso en 2011, es la Deportiva Minera de la población de El Llano del Beal y que ya jugó en esta categoría las temporadas 56-57 y 57-58. En los últimos años también ha estado de forma intermitente el Cartagena FC, así como otros equipos.
Los otros clubes que han representado a Cartagena en Tercera División son:
- Gimnástica Abad. 5 Temporadas: 32-33, 44-45, 45-46, 46-47, 47-48.
- CD Naval. 13 Temporadas: 48-49, 49-50, 50-51, 51-52, 52-53, 53-54, 84-85, 85-86, 86-87, 87-88, 88-89, 89-90, 90-91.
- Atlético Cartagena. 6 Temporadas: 63-64, 64-65, 65-66, 66-67, 67-68, 69-70.
- CD Algar. 5 Temporadas: 89-90, 90-91, 91-92, 16-17, 18-19.
- Cartagena FC B. 3 Temporadas: 92-93, 93-94, 94-95.
- Cartagena Atlético. 1 Temporada: 97-98.
- Cartagena Promesas CF. 3 Temporadas. 04-05, 05-06, 06-07
- EF San Ginés. 1 Temporada: 06-07.
- Club Deportivo Pozo Estrecho. 1 Temporada: 08-09
- EF Esperanza. 1 Temporada: 11-12.
- SFC Minerva. 5 temporadas: 17-18, 18-19, 19-20, 20-21, 21-22.

Además existen numerosos equipos en barrios y diputaciones que compiten en categorías inferiores. 
En el ámbito femenino, han destacado clubes como CD Minerva o la EF Dolorense, que llegaron a jugar en la categoría de plata nacional en las temporadas 17-18 y 14-15 respectivamente. Este último club lo hizo bajo el nombre de Asociación de Fútbol Cartagena Féminas. 
Como instalaciones deportivas destacan el Estadio Cartagonova y la Ciudad Deportiva Gómez Meseguer.

## Fútbol sala
El deporte del fútbol sala goza de gran popularidad en la ciudad de Cartagena y en toda su comarca. Existen escuelas de fútbol sala y por lo general es un deporte muy practicado. Para que exista tal relación con este deporte ha ayudado el hecho de contar con un equipo de gran tradición a nivel nacional como el Futsal Cartagena, que ha disputado un total de 14 temporadas en la Primera División. Dicho club fue fundado en el año 1993 y entre sus logros destacan el haberse proclamado subcampeón de la Liga y haber sido semifinalista de la misma y de la Copa en varias ocasiones.
Sin lugar a dudas estamos ante uno de los clubes con mayor solera en la ciudad y uno de los que gozan de mayor reconocimiento a nivel nacional. Actualmente el club juega en Primera División, tras ascender en 2016 y haber pasado cuatro años en la división de plata. Con la actual temporada ya son dieciséis las campañas que ha disputado en la máxima categoría nacional.
El equipo disputa las competiciones en las que participa en el Pabellón Municipal Wsell de Guimbarda. Es tal el seguimiento de los aficionados por este deporte y la fidelidad por el club que la LNFS la ha declarado en diferentes ocasiones como la mejor afición de España.

## Tenis de mesa
A pesar de no ser un deporte que cuente con el respaldo social de otros, la ciudad de Cartagena cuenta con uno de los equipos de tenis de mesa femenino más importantes de Europa. El Club Cartagena Tenis de Mesa, conocido como UCAM Cartagena Tenis de Mesa por motivos de patrocinio, es el equipo cartagenero más laureado, y el único que ha disputado competiciones europeas.
En el año 2010 alcanzó un hito jamás logrado por ningún conjunto europeo al conseguir su segundo "triplete" consecutivo venciendo en los campeonatos de España de Liga (Superdivisión) y Copa, y en la Copa de Europa ETTU. Además supuso el tercer "doblete" consecutivo de Liga y Copa. En total el palmarés de este conjunto deportivo es el siguiente:
- 18 Ligas de España.[2]
- 14 Copas de España/Copa de la Reina.
- 2 Copas de Europa ETTU.

Este palmarés hace que sea el conjunto español más laureado tanto en Superliga como en Copa de la Reina. En cuanto a jugadoras, destaca por encima de todas la española de origen chino Shen Yanfei, que ha ocupado el 9.º lugar en el ranking mundial, dos veces campeona de Europa y que ha representado a España en los Juegos Olímpicos de 2008 y 2012.
Además, el club posee un segundo equipo en División de Honor, la segunda categoría nacional, conocido como Marnys Cartagena Tenis de Mesa.
Cabe destacar también el Club Deportivo de Tenis de Mesa de Cartagena (conocido por motivos de patrocinio como UCAM Cartagena), que lleva varios años compitiendo en la Superdivisión masculina y disputando varias veces los play-off por el título, e incluso clasificándose para disputar competiciones internacionales. También fue subcampeón de la Copa del Rey de Tenis de Mesa en 2012, hasta que por fin, en 2014 se consiguieron hacer con el título, estrenando de esta manera su palmarés. En 2015 el equipo consigue alzarse con el doblete, Liga y Copa del Rey, dándose la circunstancia de que también lo consigue el equipo femenino, por lo que el tenis de mesa cartagenero logra, por primera vez, copar todos los títulos nacionales de este deporte en la misma temporada.
El palmarés del conjunto masculino es el siguiente:
- 1 Liga de España.
- 2 Copas del Rey.

## Baloncesto
El baloncesto en Cartagena cuenta con una gran tradición, debido a la importancia que han tenido sus equipos y al gran seguimiento del que goza este deporte por parte de los ciudadanos. Es practicado en numerosas escuelas deportivas.
Aunque el baloncesto cartagenero nace mucho antes, obteniendo resultados ya en los años sesenta con la puesta en escena del Licor 43, respecto al baloncesto de élite en la ciudad, existió el CB Proexinca Cartagena, club que compitió en la Segunda División del Baloncesto nacional, conocida como Primera B, la actual LEB Oro. La época dorada del baloncesto cartagenero se produjo en el comienzo de los años noventa. El club contó con internacionales como Miguel Tarín o extranjeros de prestigio como Derrick Hamilton. No descendió deportivamente, sino por la retirada del patrocinador y los problemas económicos derivados, que le obligaron a desaparecer. Durante su estancia en Primera B, fue el equipo que más público congregaba, y eran frecuentes los llenos absolutos del pabellón.
Tras la desaparición del Proexinca, compitieron varios clubes que intentaron ocupar su lugar, como el CB Mare Nostrum o el CAB Cartagena. Actualmente el representante de la ciudad es el Club Basket Cartagena, quien lleva varios años en Liga EBA, cuarto nivel del baloncesto español.
Otros equipos que compiten a nivel sénior son la EB Salesianos y el CB Estudiantes Cartagena.

## Voleibol
La ciudad de Cartagena contó con equipo de voleibol de élite como el Club Voleibol Cartagena, conocido como Escáner Cartagena, que disputó cinco campañas en la máxima categoría del voleibol nacional, la Superliga. Disputó además los play off por el título quedando en un meritorio sexto puesto en el año 2004. Desapareció ese mismo año por problemas económicos y falta de subvención.
Tras ello, apareció el Club Polideportivo Mediterráneo (anteriormente conocido como Club Voleibol Talasur Cartagena), que llegó a jugar en Superliga-2, hasta que en 2010 se retiró temporalmente de la competición por problemas económicos, y se dedicó exclusivamente a las bases. En 2014, coincidiendo con la fundación del club original y con el nombre de Club Voley Playas de Cartagena, la entidad regresa a la competición con un club en el tercer escalón del voleibol español, la 1.ª Nacional. De la cantera cartagenera han salido varios jugadores que han llegado a la selección española.
En el ámbito femenino destaca la AD El Algar-Surmenor. Realiza un gran trabajo de cantera y de sus categorías inferiores también han salido jugadoras que han llegado a la Selección. Disputó varias campañas en la división de plata nacional, la Superliga-2, hasta que en 2010 tuvo que renunciar a la categoría por problemas económicos. Tras varios años dedicados a las categorías regionales e incluso llegando a renunciar al equipo sénior y trabajando solo con las bases, en 2014 el club compite en 1.ª Nacional, la categoría de bronce del país, aunque no tardó en volver a recuperar la categoría de Superliga-2.

## Tenis
Hablar del Tenis en Cartagena, es hacerlo de su Club, fundado hace más de 100 años, concretamente el 31 de julio de 1907 por el cartagenero Pedro Juan Serrat Andreu. No fue hasta el año 1927 cuando se fundó la sociedad Cartagena Tennis Club y se realizaron importantes obras para conseguir instalaciones de importancia en la ciudad. Es en el año 1944 cuando el Club de Tenis Cartagena ingresa en la Real Federación Española de Tenis, dando un auténtico empuje al deporte en la ciudad de Cartagena.
Desde el año 1945 se ha venido celebrando la Copa Challenge tanto en categoría masculina como femenina, viendo pasar por sus instalaciones a jugadores de la talla y relevancia internacional de Manuel Santana (ganador de 20 títulos ATP, entre ellos dos Roland Garros, un torneo de Wimbledon y un torneo del Open de Australia), Sergi Bruguera (ganador de dos torneos de Roland Garros, Albert Costa (ganador de Roland Garros o Juan Carlos Ferrero (ex número uno del mundo en 2003 y ganador de 16 títulos, entre ellos un torneo de Roland Garros. En categoría femenina se ha contado con la presencia de grandes profesionales como Virginia Ruano (ganadora de 10 Grand Slam en categoría de dobles). La presencia de estos profesionales le han dado una gran categoría y reputación al Club de Tenis de Cartagena.
Se han celebrado importantes eventos, tales como:
- Eliminatoria España-Polonia en 1977. Antigua Copa de Europa.
- Circuito Internacional "Future ATP Challenge".
- Torneos Asamblea Regional de Murcia.
- Challenge Ciudad de Cartagena.

El club de tenis cuenta con numerosos equipos en diferentes categorías.

## Atletismo
El equipo de competición más representativo es el UCAM Atletismo Cartagena, que militó durante varias temporadas en Primera División (categoría de plata nacional), tanto masculina como femenina, tras ascender en 2001. Veinte atletas del equipo han competido en la Selección Nacional de España. Volvió a Primera División en 2013 en categoría femenina, y en 2014 lo haría la masculina.
También destaca el Club Atletismo Elcano, que llegó a subir a Primera División en 1991. Desde 2002 solo compite con categorías inferiores.
Además la ciudad de Cartagena cuenta con numerosos clubes de atletismo aficionado, tales como:
- Club Atletismo Mandarache
- Club Atletismo La Manga
- Club Marathon Cartagena

Se celebran anualmente eventos como el Trofeo de Atletismo Ciudad de Cartagena, el Cross de Artillería o la Ruta de las Fortalezas, de gran acogida entre los deportistas de toda la Región y provincias limítrofes. Además se han obtenido importantes resultados a nivel regional.

## Gimnasia Estética de Grupo
Cartagena es una de las pioneras a nivel nacional en esta disciplina deportiva de reciente creación, ya que son varios los clubes que la practican, desde categorías inferiores hasta equipos sénior, con muy buenos resultados.
En cuanto a clubes destacan el Club Gimnasia San Antón, Club Estética Cartagena (ambos campeones de España en diferentes categorías inferiores), y sobre todo, el Club Rítmica Cartagena, subcampeón de la Copa de España 2014 en categoría absoluta, disputada en Cartagena, y que también participa en el Mundial.
Además, muchas otras competiciones de este deporte han tenido lugar en la ciudad, en mayo de 2012, cuando la ciudad fue sede del Mundial de gimanasia estética de grupo. o de una fase de la Copa del Mundo en 2014.

## Otros clubes deportivos
- Club Amigos del Balonmano Cartagena
- Club Artes Marciales Cartagena
- Club Bádminton Cartagena
- Club Balonmano Maristas
- Club Billar Cartagena
- Club Ciclista Cartagena
- Club Hockey Cartagena
- Club Natación Cartagonova-Cartagena
- Asociación Deportiva Áncora (Natación)
- Club Taekwondo Cartagena
- Club de Rugby Universitario de Cartagena
- Real Club de Regatas de Cartagena
- Waterpolo Cartagena

## Deportes tradicionales
En la comarca se desarrollan deportes, que aunque minoritarios, gozan de una gran tradición desde hace varias décadas. Estos deportes se caracterizan por tener peculiaridades propias de la zona, únicamente practicados en ella. En la actualidad, las nuevas generaciones no lo practican tanto como las generaciones anteriores, pero aún hoy día se siguen realizando competiciones entre la población más veterana. Entre los deportes que podríamos nombrar como tradicionales destacan los siguientes:

### Bolos cartageneros
Practicados en mayor medida en los términos municipales de Cartagena y La Unión, se trata de un deporte en el que compiten dos equipos de 4 o 6 jugadores, más un capitán o "manilla". El sistema de juego conssite en ganar seis juegos. Para ganar un juego se debe derribar un bolo más que el equipo contrario. Para familiarizarse con este deporte se deben conocer términos cómo "mande" (línea desde la que se lanzan los bolos), las "bolas" (generalmente de madera y de diámetro inferior a 115 cm, cada equipo dispone de 7), los "bolos" (nueve bolos menores de 35 cm, de punta afilada y apilados en filas de tres), la "chamba" (línea recta que señala la zona que deben rebasar todas las bolas) y el "birlaero" (zona situada detrás de la chamba).
El terreno de juego se denomina "boliche", que nunca podrá superar los cien pasos de largo, ni los seis de ancho.

### Caliche
Deporte que consta de un "caliche" (Figura cilíndrica de madera, de unos 20 cm de altura y 3 de diámetro. Es el elemento que hay que derribar) y los "Moneos" (Piezas metálicas que se lanzan para derribar el caliche). El sistema de juego consiste en derribar el "caliche" antes que la pareja rival, si bien se puede acordar con anterioridad que la partida dure más de una ronda. Si esto ocurre, ganaría el que gane más rondas que el contrario. El inicio del juego comienza con el lanzamiento de un "moneo" por parte de cada pareja y quien queda más cerca del caliche es la pareja que comienza el juego. Cabe destacar que sobre los caliches se depositan unas monedas. Si la pareja lanza y derriba el caliche, pero este se sitúa más cerca de las monedas que de los moneos, el lanzamiento se considera una "ganga", por lo que no es válido.

## Competiciones
Cartagena es sede importante de eventos internacionales de Vela, llegándose a convertir su campo de regatas en uno de los más importantes de Europa al albergar la regata Audi Med Cup durante varios años. Hay varios clubes náuticos en la ciudad, el más importante de los cuales es el Real Club de Regatas de Cartagena, destacando también el Club Náutico Los Nietos que es el más grande del Mar Menor. En sus aguas se han celebrado numerosos eventos, como Campeonatos de España e incluso Campeonatos del Mundo de Vela en algunas modalidades.
Cabe destacar las competiciones y actividades que se celebran en el Circuito de Cartagena) siendo el circuito que alberga la mayor cantidad de entrenamientos y de pruebas automovilísticas en España, lo que ha hecho que se celebren en el mismo competiciones tanto nacionales como internacionales, como por ejemplo, la Copa Clio. También ha contado con la presencia de "leyendas" del automovilismo mundial como Michael Schumacher o Sebastian Vettel. También se celebran en el circuito eventos como la Solar Race de la Región de Murcia.
Se han celebrado varios encuentros de selecciones absolutas de fútbol: el primero de ellos fue el partido entre España y Polonia, disputado el 26 de enero del año 2000, convirtiéndose en la primera visita de la Selección de Fútbol de España a la Región de Murcia. También se han celebrado partidos de selecciones de fútbol de categorías inferiores y un Corea del Sur-Finlandia de selecciones absolutas.
Entre los deportes minoritarios, cabe destacar la celebración en la ciudad de Cartagena del XVI Campeonato de España de Billar.
En septiembre de 2012 se disputó un partido de la selección española femenina de tenis de mesa que asistió a los JJ. OO., frente al combinado de la República Checa, con resultado de 2-3 favorable a las visitantes.

## Instalaciones deportivas

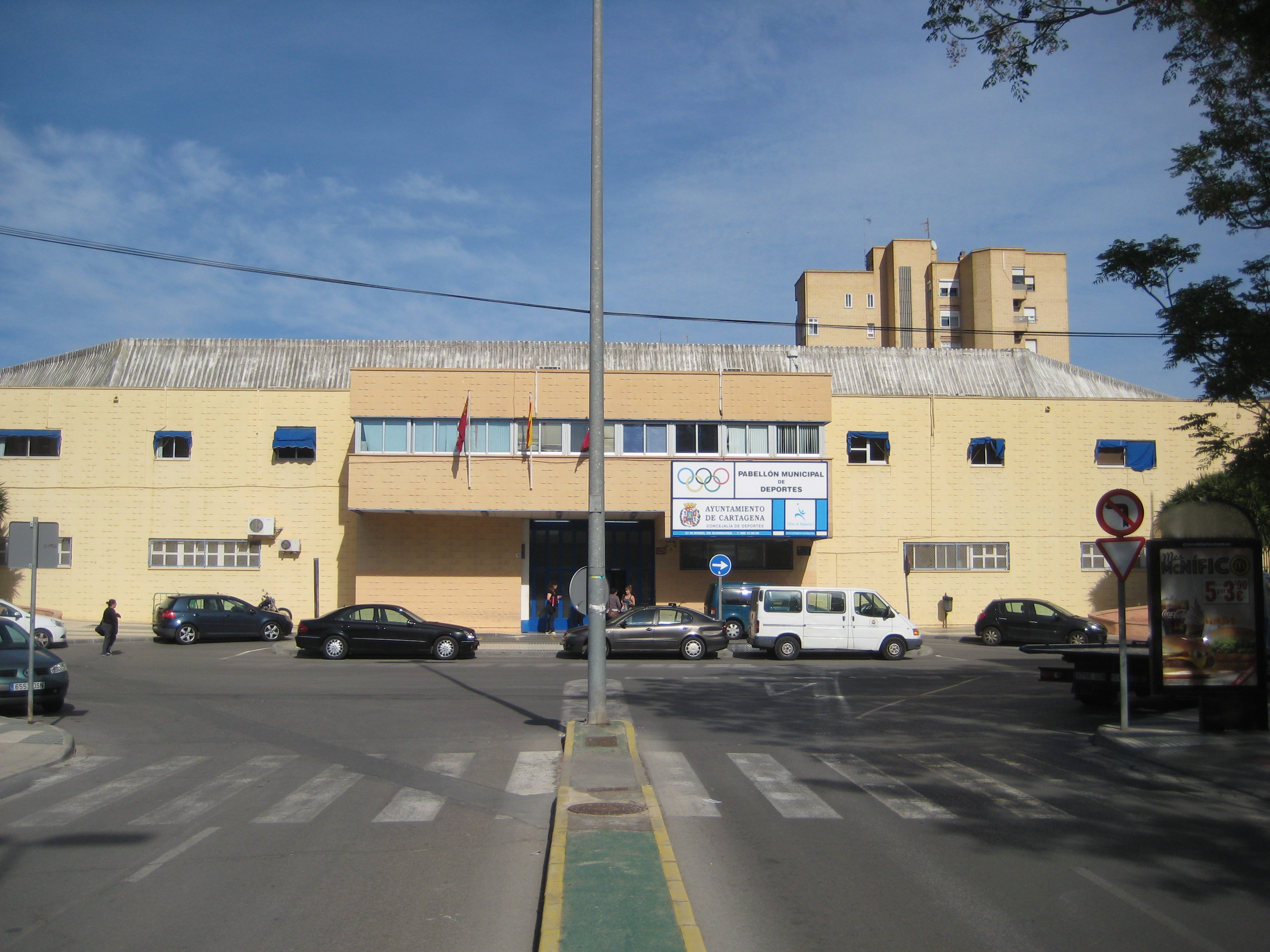
Pabellón Municipal de Deportes Wsell de Guimbarda en Cartagena España

Entre las instalaciones deportivas de la ciudad destacan fundamentalmente el Estadio Cartagonova, concluido y en uso desde 1988, el antiguo Pabellón Municipal de Deportes "Wsell de Guimbarda", la Piscina Municipal Cubierta y el Centro Deportivo Mediterráneo. Cartagena también cuenta con una magnífica ciudad deportiva, denominada "Gómez Meseguer", donde juega el Cartagena Fútbol Club que está situada en el Polígono Cabezo Beaza. A pesar de esto, numerosos sectores de la ciudad critican la labor llevada a cabo por los diferentes gobiernos municipales, que no han adaptado la oferta de instalaciones deportivas a las necesidades que requiere una ciudad con población de más de 200.000 habitantes.
Se encuentra en obras la que está llamada a ser, junto al Estadio Municipal, la más destacada de todas ellas, el Palacio de Deportes, con capacidad para 5.000 espectadores en su pista central y varias instalaciones auxiliares, entre ellas una piscina cubierta.
La ciudad cuenta también con un circuito internacional de velocidad, en el que se disputan tanto competiciones nacionales, cómo internacionales.
En relación con la falta de instalaciones, una de las aspiraciones es contar con una gran red de campos de hierba artificial para la práctica del fútbol, objetivo que parece ser que está empezando a conseguirse, aunque aún lejos de las necesidades de la ciudad.

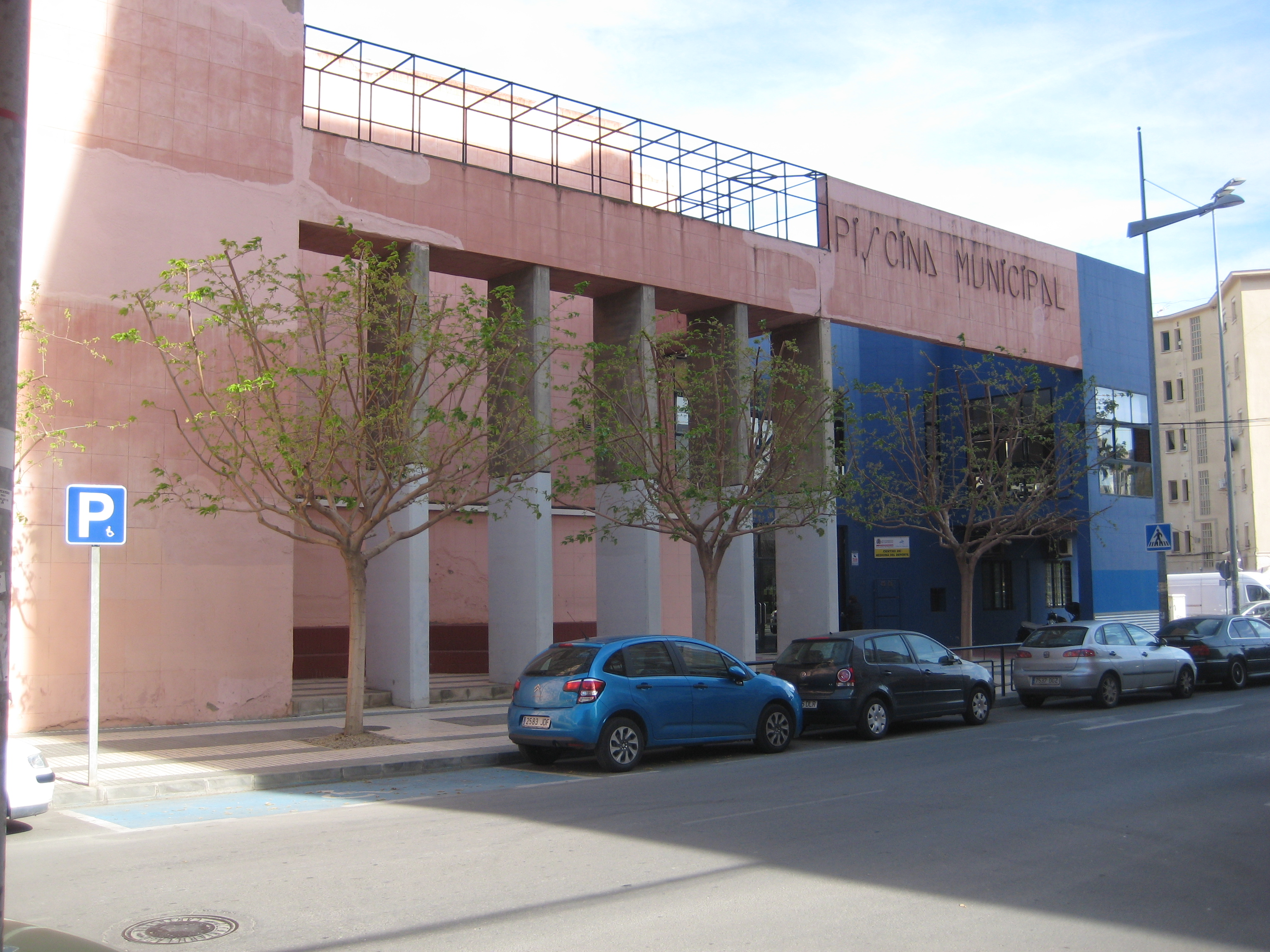
Piscina Municipal Cartagena España

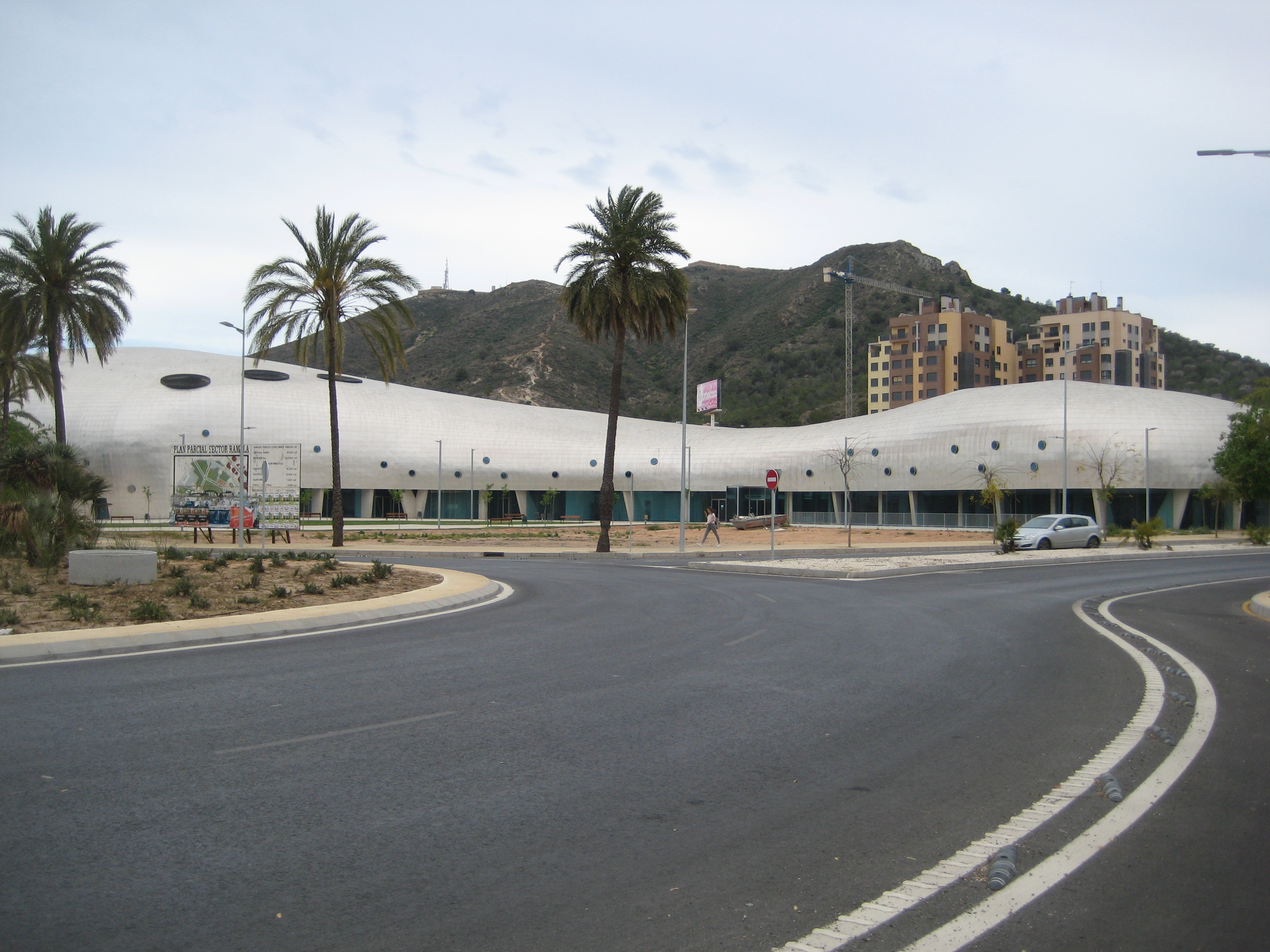
Palacio de Deportes Cartagena España en construcción